# Posteryzacja

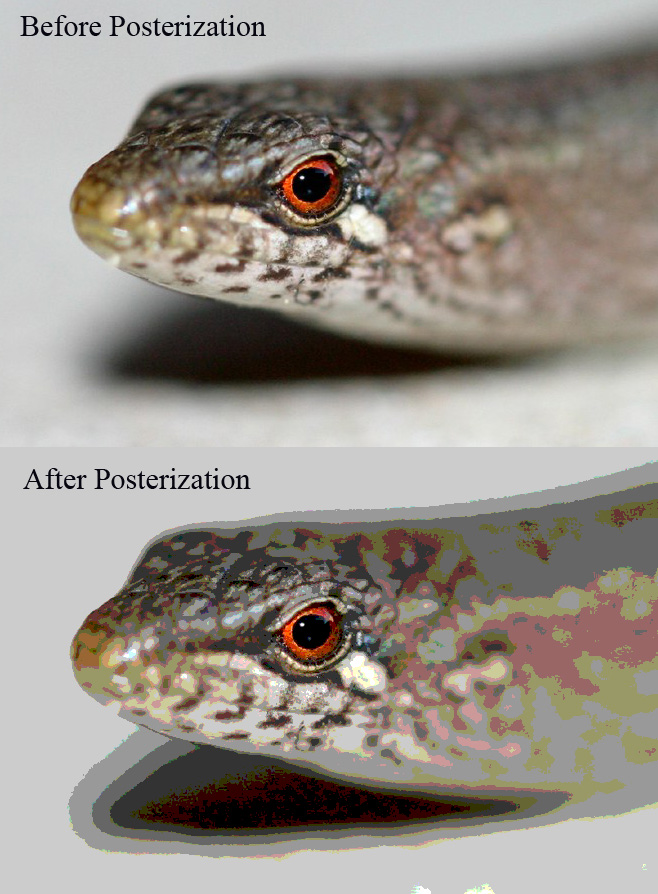
Przykład obrazu w formacie JPEG (16,7 miliona kolorów) przed posteryzacją, w porównaniu do wyniku otrzymanego po zapisaniu do formatu GIF (256 kolorów)

Posteryzacja – zjawisko występowania niewystarczającej liczby kolorów dostępnych w obrazie grafiki komputerowej, które uniemożliwia zachowanie ciągłości tonalnej. W efekcie może to prowadzić do zjawiska bandingu, czyli utraty płynnych przejść tonalnych i powstania fałszywych konturów.